# Mr Shoppy One
Mr Shoppy One är ett svenskt passagerarfartyg som gick mellan Kålvik (Strömstad) i Sverige och Tønsberg i Norge 2008–2009. 

## Historik
2001: Fartyget byggdes på varvet Panagiotakis Bros i Grekland, då med namnet Agios Andreas II och var tänkt att gå mellan Pireus och Agina. Den 22 november togs fartyget upp på land på Salamis Island i Greklarnd.
2004: Man började hyra ut fartyget som då börjar gå mellan Sami och Neapolis i Grekland.
2005: Den 21 februari såldes fartyget till Atlas V Shipping, fortfarande i Grekland och började gå mellan Kythira Island och Neapolis, i Grekland. Fartyget gick på grund och reparerades vid Chalkisvarvet men kom snart tillbaka i trafik. Senare döptes hon även om till Andreas II och sätts in mellan Neapolis och Kythera.
2007: Fartyget såldes till Orvelin Group AB i Sverige där den gick till Falkenbergs varv och döptes om till Mr Shoppy One.
2008: I april startade Mr. Shoppy sin trafik mellan Kålvik (Strömstad) och Sarpsborg (Norge).
2009: Båten får sitt trafiktillstånd indraget av norska tulldirektoratet.
2009: Fartyget åter i trafik (20090610) mellan Kålvik (Strömstad) och Tønsberg (Norge). Denna gång utan rättigheter att sälja alkohol.
2009: Fartyget inviger sitt nya mellandäck, där ytterligare 33 bilar skall kunna få plats.
2009: Mr Shoppy avslutar sina seglingar till Tønsberg och läggs ut till försäljning.
2011: Såld till Orvelin Shipping i Grekland och omdöpt till Aqua Spirit.